# Aquaman: Battle for Atlantis
Aquaman: Battle for Atlantis (Aquaman: Bataille pour Atlantis) est un jeu vidéo d'action et d'aventure sorti en 2003. Il met en scène le super-héros Aquaman de DC Comics.

## Synopsis
Aquaman doit affronter ses plus grands ennemis pour protéger Atlantis.

## Accueil
Le jeu a été généralement très mal reçu par la critique, et a été même nommé comme l'un des pires jeux de tous les temps. Le jeu a un score Metacritic de 27/100 pour sa version GameCube et 26/100 pour la version Xbox.
Il a d'ailleurs été testé par le Joueur du Grenier, lors de sa 42e vidéo, toutefois, ce dernier l'a trouvé meilleur en comparaison que Batman Forever et Superman 64.